# Извор Краљевац
Извор Краљевац се налази на Фрушкој гори, близу Црвеног чота и излетишта Краљев извор, од којег се долази шумским степеницама.
Оригинална чесма датирала је из 1924. године, која годинама није била у функцији и вода није цурила кроз цев, него је избијала из земље одмах поред на имповизованом изворишту. Чесму су 2015. године обновили Мирослав Гвозденовић и браћа и дали потпуно нов изглед.